# Bouillonville
 Bouillonville  là một xã của tỉnh Meurthe-et-Moselle, thuộc vùng Grand Est, đông bắc nước Pháp. Xã này nằm ở khu vực có độ cao trung bình 209 mét trên mực nước biển.
Thị trấn nằm ở tả ngạn sông Rupt de Mad, sông chảy theo hướng bắc qua giữa thị trấn.
Nghĩa địa chiến tranh của người Đức, nơi có 1368 lính Đức từ thế chiến 1.